# Porosaari (ö i Finland, Lappland, Östra Lappland, lat 66,35, long 27,90)
Porosaari är en ö i Finland. Den ligger i sjön Ala-Suolijärvi och Oivanjärvi och i kommunen Posio i den ekonomiska regionen  Östra Lapplands ekonomiska region  och landskapet Lappland, i den norra delen av landet, 700 km norr om huvudstaden Helsingfors. Öns area är 1,07 kvadratkilometer och dess största längd är 3 kilometer i sydöst-nordvästlig riktning.